# 如聖散
如聖散屬於中醫方劑的經產劑，出自醫方集解，由3味中藥組成，是用以治療崩漏的常用方劑。症狀常見崩漏不止。《醫方集解》將本方歸於足厥陰藥。
本方的組成包括烏梅、棕櫚、黑薑 。細研為末，每服二錢，烏海湯送下。
依據傳統的中醫方義解釋：濇能止血，故用棕櫚。酸能收斂，故用烏梅。溫能守中，故用乾薑，黑能止血，故並煅用。                                               